# Białowieża Wąskotorowa
Białowieża Wąskotorowa – towarowa wąskotorowa stacja kolejowa we wsi Białowieża, w województwie podlaskim, w Polsce.